# Morte di Anna Cuminello
Anna Cuminello (o Cuminiello) fu una popolana che venne uccisa il 24 giugno 1859 durante la battaglia di Solferino e San Martino, durante la seconda guerra d'indipendenza. La sua morte divenne un soggetto celebrativo nell'iconografia risorgimentale.

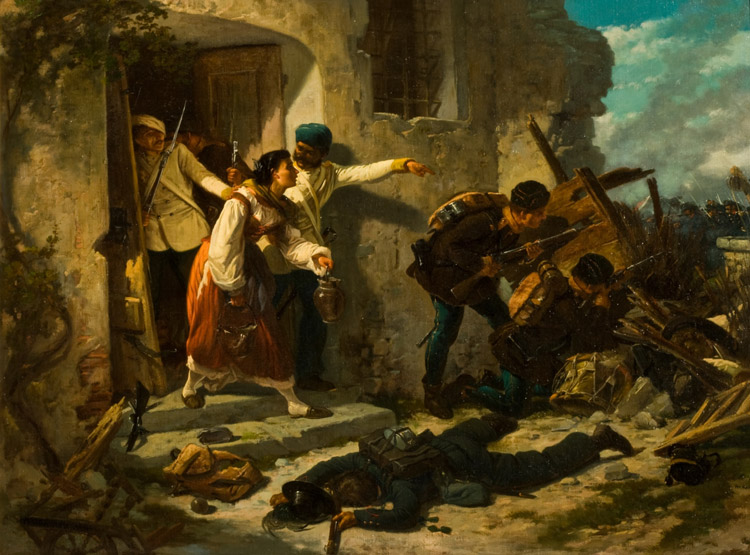
Carlo Ademollo: Anna Cuminello obbligata ad uscire per prendere l'acqua

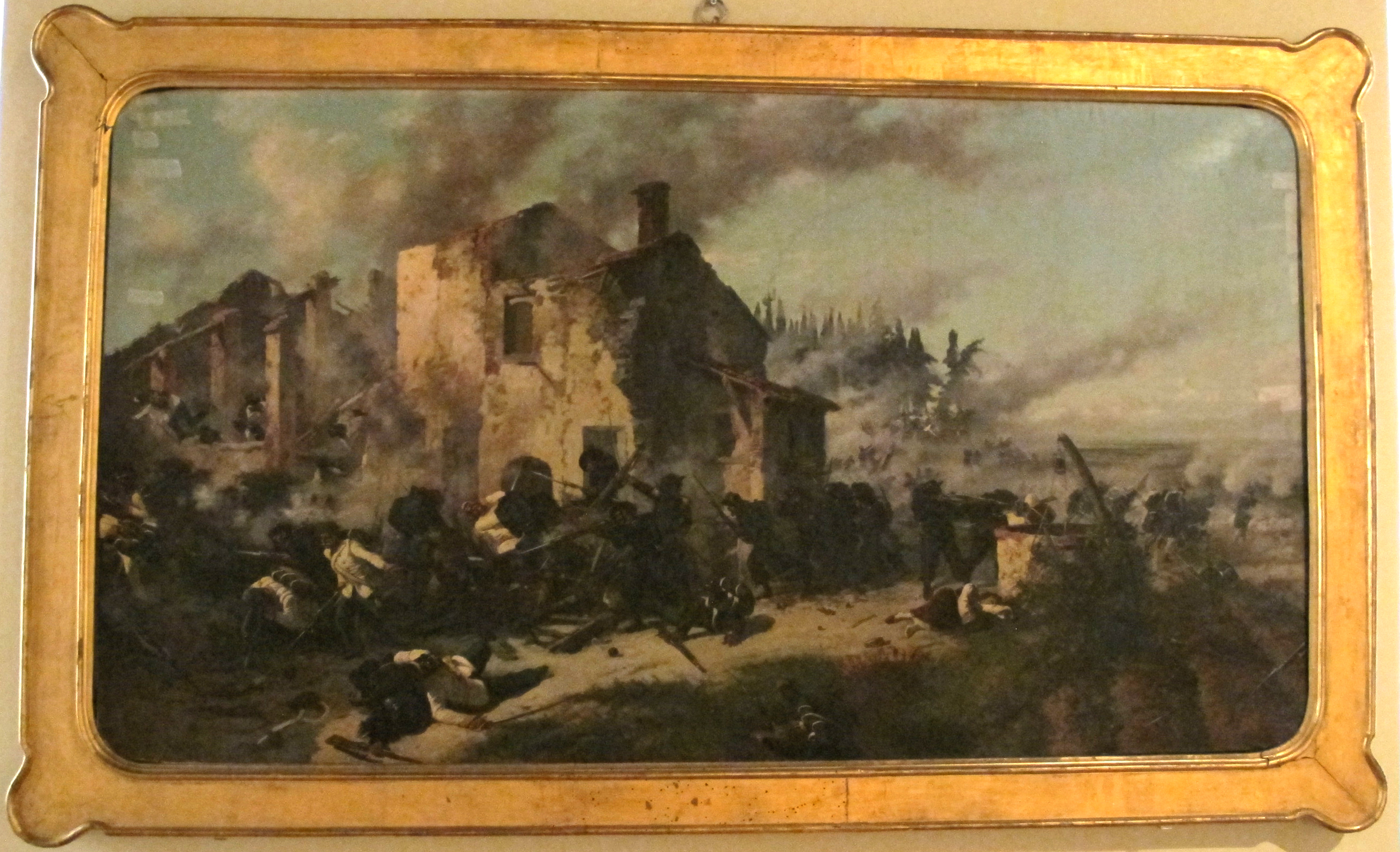
Carlo Ademollo, episodio della battaglia di san Martino, dipinto che mostra lo scontro attorno al pozzo, vicino al quale si trova il corpo senza vita di Anna Cuminiello

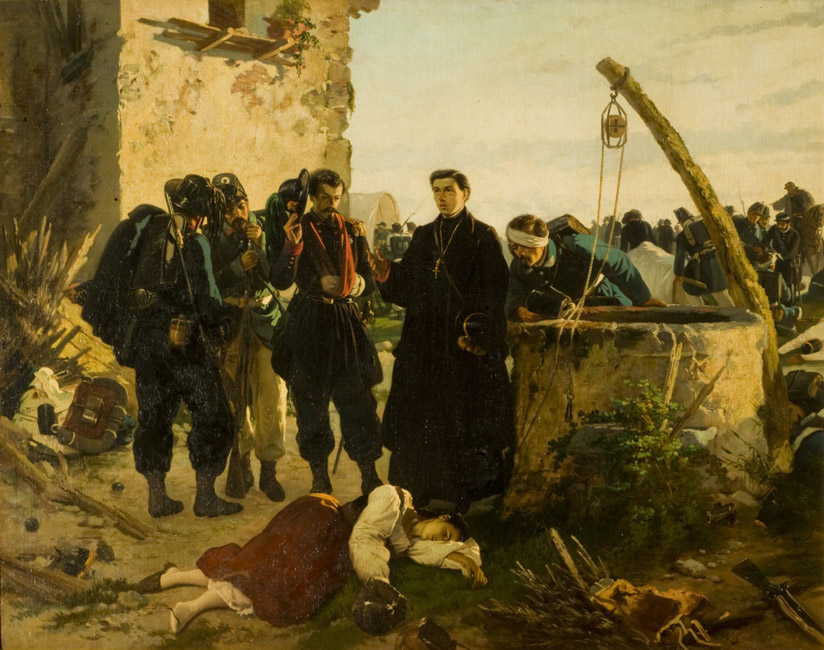
Carlo Ademollo: Anna Cuminiello trovata morta il giorno dopo la battaglia (Firenze, Galleria d'Arte Moderna)

## La vicenda
Durante la battaglia di Solferino un gruppo di militari austriaci occupò la cascina "la Selva" di San Martino, ove si trovava come lavorante Anna Cuminello detta la "sposetta"; la costruzione era nel campo di battaglia, e venne adibita come rifugio, portandovi all'interno alcuni commilitoni feriti. Mentre erano in corso gli aspri combattimenti che caratterizzarono questa battaglia, una delle più sanguinose combattute in Europa nel XIX secolo, gli austriaci obbligarono la donna ad abbandonare il riparo ed avventurarsi pericolosamente all'esterno per prendere acqua per i loro feriti al pozzo della casa, mentre l'armata italiana dava l'assalto all'altopiano di San Martino. Il giorno seguente la donna venne ritrovata dalla truppe italiane vittoriose, uccisa da un colpo di fucile vicino al pozzo.
Cuminello non fu l'unica donna uccisa durante la battaglia: si ricorda anche Antonia Savio Cerrini colpita da una fucilata vagante mentre era alla finestra della sua abitazione a Pozzo Catena di Solferino; un dipinto popolare eseguito sul muro della casa ove fu uccisa ne ricorda la morte.
Secondo una ricerca condotta nel 2009 è possibile che il nome dalla donna rinvenuta uccisa sia Fortunata Sposetti, una vedova di 45 anni, che risulta morta il 24 giugno 1859, menzionata in un documento del municipio di Rivoltella (in cui si trovava la cascina "la Selva") richiedente sussidio per i due figli rimasti orfani, il cui cognome rimanda al soprannome con cui sarebbe stata nota la Cuminello, della quale inoltre non si rinvengono tracce nel registro mortuario della parrocchia di Rivoltella, riscontro che viceversa si avrebbe con Sposetti.

## Celebrazione e iconografia

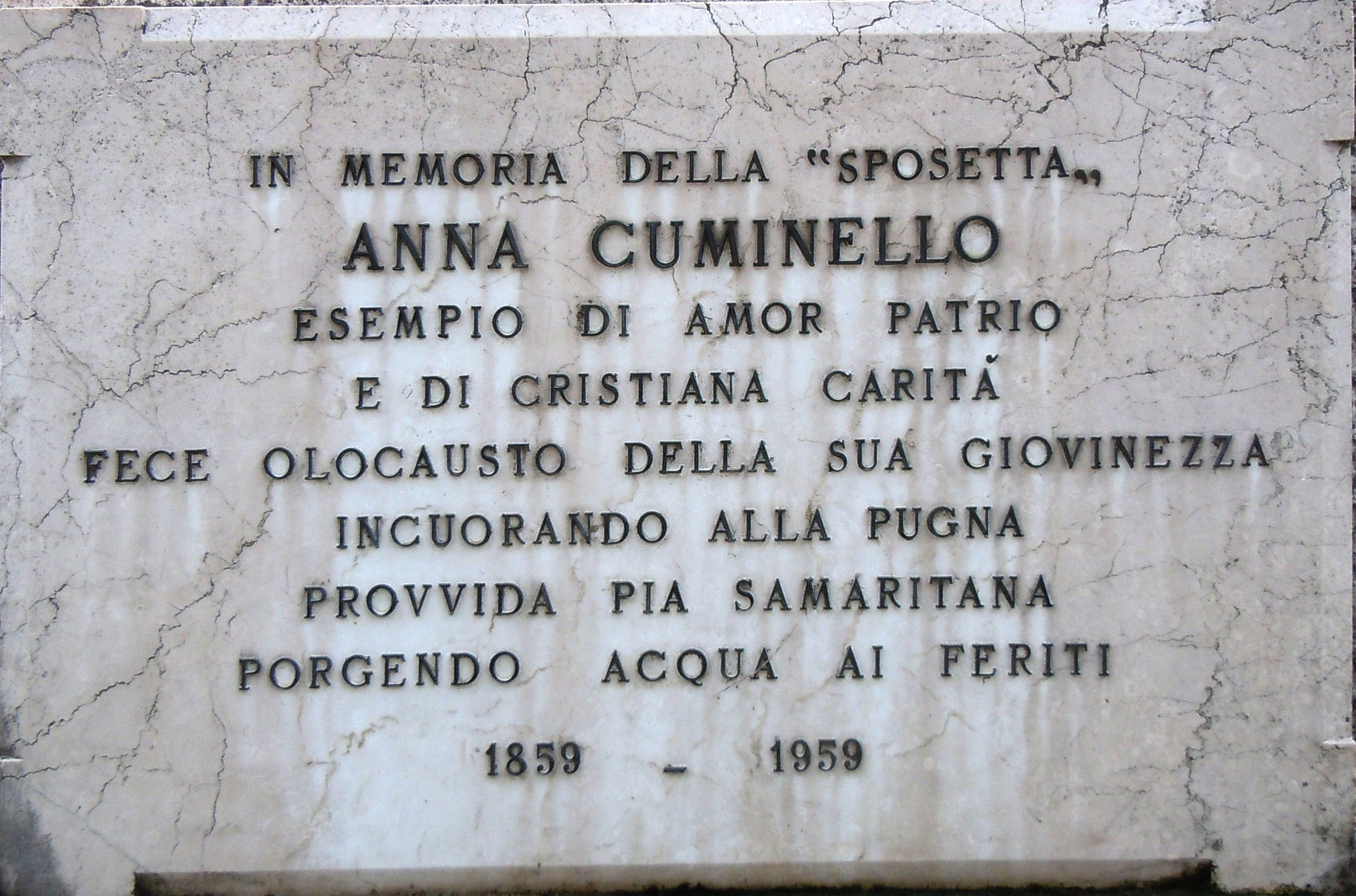
Desenzano del Garda, Lapide a Anna Cuminello.

L'episodio della morte di Anna Cuminello venne ricordato in numerosi dipinti del tempo, a scopo commemorativo e di esaltazione patriottica e antiaustriaca.

Tra i pittori che dipinsero opere su questo tema si ricorda il pittore e soldato Carlo Ademollo che fece tre quadri, due dei quali (Episodio della battaglia di San Martino del 1861, custodito nel Museo statale d'arte medievale e moderna di Arezzo, e Anna Cuminello trovata morta la mattina dopo la battaglia, nel fosso della sua casa, dai soldati italiani) furono esposti nella sezione "Pittura a olio" dell'Esposizione italiana agraria industriale e artistica tenuta in Firenze nel 1861.
Altri dipinti riproducenti lo stesso soggetto si trovano nella Galleria d'arte moderna di Palazzo Pitti a Firenze.
Nel 1959, in occasione del centenario della battaglia, a Desenzano del Garda venne affissa una lapida a ricordo della donna, con la scritta:
ANNA CUMINELLO

ESEMPIO DI AMOR PATRIO

E DI CRISTIANA CARITA'

FECE OLOCAUSTO DELLA SUA GIOVINEZZA

INCUORANDO ALLA PUGNA

PROVVIDA PIA SAMARITANA

PORGENDO ACQUA AI FERITI
1859 - 1959»